# Голышев, Александр Яковлевич
Алекса́ндр Я́ковлевич Го́лышев (1896, Белгород — 4 августа 1937, Свердловск) — советский партийный деятель, государственный чиновник, деятель профессионального образования, первый заместитель председателя Главного политико-просветительского комитета Наркомпроса РСФСР, ответственный редактор журнала «Коммунистическое просвещение», председатель правления Общества друзей советского кино, ректор Уральского политехнического института, первый секретарь Пермского горкома ВКП(б).

## Биография
Родился в 1896 году в Белгороде Курской губернии.
Окончил Киевское коммерческое училище, учился на юридическом факультете Киевского университета.
Участник революционного движения. В 1915—1918 годах занимался педагогической деятельностью, преподавал историю на вечерних курсах. Член РКП(б) с февраля 1919 года. В 1919 году работал в Одесском городском военном комиссариате, после высадки десанта ВСЮР в Одессе вёл подпольную работу. В 1919—1921 годах — на политработе РККА (в 1920 году — в Одесском и Харьковском военных округах).
В 1921—1925 годах — заведующий Донецким губернским отделом народного образования.
В 1925—1928 годах — заведующий Сибирским краевым отделом народного образования (СибкрайОНО), ответственный редактор журнала «Сибирский педагогический журнал» (с 1926 года — «Просвещение Сибири»). Делегат Первого краевого съезда Советов Сибири (декабрь 1925), выступил с докладом о состоянии образования и ликвидации неграмотности в крае. Был избран кандидатом в члены президиума Сибирского крайисполкома, назначен председателем комиссии по составлению плана введения всеобщего начального обучения в Сибири. Участвовал в работе Детской комиссии по борьбе с беспризорностью. Делегат Первого сибирского краевого научно-исследовательского съезда (1926), выступил с докладом «Подготовка кадров квалифицированных работников и научных исследователей Сибири» (совм. с Н. В. Гутовским).
С июля 1928 по январь 1930 года — первый заместитель председателя Главного политико-просветительского комитета Наркомпроса РСФСР, член коллегии Наркомпроса РСФСР. Ответственный редактор журнала «Коммунистическое просвещение», член Радиосовета при Народном комиссариате почт и телеграфов СССР, председатель правления Общества друзей советского кино. Входил в состав подкомиссии по культурным вопросам Комиссии Политбюро ЦК ВКП(б) по вопросу о районах сплошной коллективизации.
С февраля по май 1930 года — ректор Уральского политехнического института. Благодаря усилиям А. Я. Голышева удалось отстоять принцип единого учебного комбината в процессе проводимой в стране реформы высших учебных заведений, в ходе которой упразднялись многофакультетские вузы, а их факультеты были преобразованы в независимые втузы. На окраине Свердловска был построен Втузгородок, сохранилась единая территориально-учебная база бывших факультетов, что впоследствии упростило их воссоединение в 1934 году. В мае 1930 года должность ректора была упразднена.
С мая 1930 по сентябрь 1934 года — заведующий отделом культуры и пропаганды Уральского обкома ВКП(б) (с января 1934 года — Свердловского обком ВКП(б)). Избирался членом пленума и бюро Уральского обкома ВКП(б). 
26 января—10 февраля 1934 года делегат XVII съезда ВКП(б) с решающим голосом.
С сентября 1934 года — первый секретарь Пермского горкома ВКП(б), член бюро Свердловского обкома ВКП(б). Делегат VIII Всесоюзного съезда Советов (1936).
26 февраля 1937 года в газете «Правда» была опубликована статья «Негодные методы партийного руководства» с резкой критикой А. Я. Голышева и деятельности Пермского горкома ВКП(б). В марте 1937 года снят с должности «за допущение <…> в работе ряда политических и организационных ошибок», в мае 1937 года исключён из партии. 3 мая 1937 года арестован по обвинению в терроризме и антисоветской деятельности, 4 августа 1937 года Военной коллегией Верховного Суда СССР приговорён к ВМН и в этот же день расстрелян. 15 сентября 1956 года реабилитирован, определением Верховного суда СССР дело отменено за отсутствием состава преступления.

### Семья
- жена — Лидия Михайловна Голышева (1896—?), медицинский работник, арестована 25 октября 1937 года, 9 декабря 1937 года приговорена Особым совещанием при НКВД СССР к 8 годам ИТЛ как ЧСИР. До 15 августа 1938 года отбывала наказание в Акмолинском лагере жён изменников Родины, затем была переведена в Среднеазиатский ИТЛ[35][41].
  - дочь — Анна Александровна Голышева (1922—?), в 1937 году отправлена в детучреждение[2][42].
  - дочь — Ленина Александровна Голышева (1923—?), в 1937 году отправлена в детучреждение[2].
  - сын — Лев Александрович Голышев (1929—?), в 1937 году отправлен в детучреждение[2].